# Cryptex

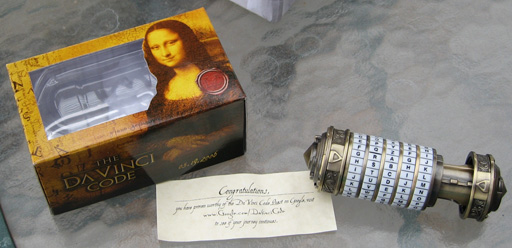
Exemple de Cryptex

Un Cryptex est une sorte de coffre fort portable conçu pour cacher des messages secrets. Cet objet, dont la paternité est attribuée à Léonard de Vinci, utilise « la cryptologie pour protéger des informations elles-mêmes notées sur un rouleau de parchemin ou codex » (ch. 47 de la traduction française de Da Vinci Code par Daniel Roche).

## Terminologie
Le terme « cryptex » est un néologisme utilisé par Dan Brown dans son roman Da Vinci Code pour désigner cet appareil. Il est aussi utilisé par Sarah Fincher et Ryan McCray dans la drague à Skeleton Creek. Ce terme est issu de la combinaison des mots cryptologie et codex. 
L'auteur affirme que « la plupart des inventions de Léonard n'avaient jamais été étudiées ni même baptisées », d'où la nécessité de recourir à des néologismes pour désigner certaines des trouvailles du génie italien.

## Conception
Le cryptex du roman de Dan Brown est décrit comme étant un « cylindre de marbre poli » résultant de « l'assemblage de cinq rondelles de pierre juxtaposées, d'environ trois centimètres de large, maintenues l'une contre l'autre par une armature de cuivre », tel un « kaléidoscope à cinq axes ». Les extrémités de ce cylindre sont « fermées par une capsule de pierre scellée », afin que l'on ne puisse pas voir dedans.
Sur chacun des disques de marbre sont présentes « les vingt-six lettres de l'alphabet ».
Ce cryptex « fonctionne grosso modo comme un antivol de vélo » : « c'est un mot de cinq lettres qui actionnera la serrure et permettra d'ouvrir le cylindre ». À l'intérieur du cryptex, « le compartiment creux est conçu pour renfermer un rouleau de papier où a été notée l'information secrète ».
Ce papier, censé être un papyrus très fin, est enroulé autour d'un tube de verre fin contenant du vinaigre, ce qui empêche toute ouverture de force du cryptex pour obtenir le message : cela briserait le tube de verre et répandrait le vinaigre sur le parchemin qui deviendrait dès lors illisible.

## Fonctionnement
Il n'est pas certain que le vinaigre puisse effectivement dissoudre le papyrus : s'il est probable qu'un tel liquide endommagerait le papyrus, celui-ci ne serait pas nécessairement instantanément illisible.
Cependant, il serait sans doute possible de créer un papier spécifiquement conçu pour se désagréger au contact du vinaigre. Par exemple, il faudrait combiner les fibres de papier à une solution de bicarbonate : cette substance réagit chimiquement au contact du vinaigre, elle forme des bulles de dioxyde de carbone qui sépareraient les fibres de papier.
Cela dit, même s'il est possible d'envisager une conception efficace du mécanisme d'auto-destruction, le degré de sécurité apporté par le cryptex serait minime avec nos connaissances d'aujourd'hui : les procédés scannographiques actuels (tels que les ultrasons ou les rayons X) permettraient de révéler le mécanisme interne de l'objet et de trouver la combinaison adéquate.
D'autre part, une solution d'ouverture de l'appareil a été omise par l'auteur : le vinaigre pouvant facilement être congelé, il suffirait de placer l'objet au congélateur pour ensuite l'ouvrir de force sans risquer de dissoudre le papyrus.